# Siège de Coevorden (1672)
Guerre de Hollande
Batailles
- Groenlo (06-1672)
- Solebay (06-1672)
- Coevorden (06-1672)
- Nimègue(07-1672)
- Groningue (07-1672)
- Saint-Lothain (02-1673)
- Schooneveld (1re) (06-1673)
- Maastricht (06-1673)
- Schooneveld (2de) (06-1673)
- Texel (08-1673)
- Bonn (11-1673)
- Arcey (01-1674)
- Pesmes (02-1674)
- Gray (02-1674)
- Scey-sur-Saône (03-1674)
- Chariez (03-1674)
- Vesoul (03-1674)
- Arbois (03-1674)
- Orgelet (03-1674)
- Besançon (04-1674)
- Dole (05-1674)
- Sinsheim (06-1674)
- Salins (06-1674)
- Belle-Île (06-1674)
- Lure (07-1674)
- Faucogney (07-1674)
- Sainte-Anne (07-1674)
- Fort-Royal (07-1674)
- Seneffe (08-1674)
- Entzheim (10-1674)
- Mulhouse (12-1674)
- Turckheim (01-1675)
- Stromboli (02-1675)
- Fehrbellin (06-1675)
- Salzbach
- Consarbrück
- Alicudi
- Agosta
- Palerme
- Maastricht
- Philippsburg
- Valenciennes
- Cambrai
- Saint-Omer
- Tobago
- La Peene (Cassel)
- Ypres
- Rheinfelden (07-1678)
- Saint-Denis

Le siège de Coevorden se déroula du 29 juin au 11 juillet 1672 pendant la guerre de Hollande. La ville se trouva assiégée par les troupes de l'évêque de Münster, Christoph Bernhard von Galen et fut capturée. La même année, le lieutenant général Carl von Rabenhaupt (nl) reprit la ville avec l'aide du plan d'attaque du sacristain et maître d'école de Coevorden, Mijndert van der Thijnen (nl).

## Contexte
C'est en 1672, l'Année du Désastre pour la République des Sept-Provinces-Unies des Pays-Bas. Elle est en guerre contre la France et l'Angleterre. Du fait de l'absence de stadhouder, de nombreuses forteresses tombent en décrépitude et cela permet aux armées françaises de remonter rapidement jusqu'à Utrecht. Les évêques de Bernhard von Galen de la Principauté épiscopale de Münster et Maximilien-Henri de Bavière de l'Électorat de Cologne y voient une excellente opportunité d'en tirer parti et de s'enrichir. 

## Déroulement du siège de juin à juillet 1672
L'armée de l'évêque de Münster entre aux Pays-Bas et le 29 juin, les troupes atteignent les fortifications de Coevorden et au 1er juillet, elles commencent leur bombardement.
Après cinq jours de combat, Von Galen demande en vain la reddition de la ville, et le combat se poursuit. Cependant, le siège prend une tournure plus délicate pour les assiégés lorsque le bâtiment de vivres est durement touché. Le 11 juillet l'évêque réclame à nouveau la possession de la ville. En réponse, le commandant de Coevorden envoie trois capitaines qui déposent une requête pour une trêve de trois jours. L'évêque refuse et emprisonne deux capitaines, le troisième est renvoyé à Coevorden et un conseil de guerre y est aussitôt tenu. Celui décide que la ville se rendra si la garnison est autorisée à quitter les lieux de manière honorable, bannières au vent, mèches allumées avec tous ses bagages. La proposition est acceptée par les assiégeants et le même jour, la capitulation est signée, Coevorden capturée.

## Déroulement du siège de décembre 1672
Après la capture de la ville, elle fut pillée par les soldats de Münster et il en résulte tant de dégâts que de nombreux habitants la quittent. Parmi eux, le sacristain et prêcheur Mijndert van der Thijnen, qui s'enfuit à Groningue avec sa famille en septembre. Un mois plus tard, il va voir le commandant de la ville, le Lieutenant Général Carl von Rabenhaupt (nl), avec une proposition de reprise de Coevorden. D'abord sceptique sur le plan, mais lorsque Van der Thijnen lui révéla des informations sur la défense de la cité, il montra plus d'intérêt et demanda à Van der Thijnen de lui dessiner un plan de Coevorden. La surprise dans la tactique du maître d'école consistait à construire un pont en jonc avec lequel, dès que la glace serait apparue, le large fossé de Coevorden pourrait être traversé. Von Rabenhaupt accepte le plan et commence les préparations.
Le 27 décembre, une armée d'un total de 1500 hommes marcha vers Coevorden sous les ordres de Van Eybergen. Des cavaliers furent envoyés en reconnaissance pour occuper les voies d'accès à la forteresse et ainsi prévenir la découverte de la manœuvre. Des dragons, cependant, ont pu avertir la garnison de la ville, qui a donc effectué les préparatifs nécessaires. 
Le soir du 29 décembre, l'armée des Provinces-Unies établit un camp près de la ville. Le lendemain à huit heures, dans un brouillard épais, l'attaque fut lancée de trois côtés. Le premier groupe commandé par Van Eybergen se dirigea du côté du château, le second sous les ordres du Major Wijlers près du bastion Hollande et le troisième avec le Major Sickinghe, sur le bastion Overijssel au sud de la porte Frisonne. Van der Thijnen, ouvrit la voie et son groupe traversa les canaux sur le pont de jonc. Un combat rapide et violent eut lieu sur les remparts, et les troupes de Münster s'enfuirent bientôt après. Une partie des soldats captura le château, une autre la garde principale sur la place du marché. Le troisième groupe réussit à fracasser la porte Frisonne, faisant entrer la cavalerie en ville. Lorsque Van der Thijnen rencontra des tambours, il leur ordonna de jouer la marche des Princes. Cela provoqua une si grande panique dans la garnison ennemie que toute résistance disparut : Coevorden était reprise en une heure.
Des 700 à 800 hommes de la garnison, environ 150 moururent, comparés aux 50 du côté hollandais. Environ 200 soldats s'enfuirent et 400 furent faits prisonniers. 

## Conséquences
La victoire fit grande impression partout dans le pays. Von Rabenhaupt reçut le titre de Drost de Drenthe et devint gouverneur de Coevorden; Van Eybergen fut nommé commandant de la ville. Van der Thijnen fut aussi récompensé : il reçut une médaille commémorative en or et un gobelet en argent doré.
Cependant, le danger ne fut pas totalement écarté : l'évêque Von Galen tenta de reprendre la ville à l'automne 1673 mais il échoua. Il éleva une digue pour repousser l'eau du Vecht autour de la forteresse et ainsi forcer la ville à se rendre. Le 1er octobre un orage éclata d'une violence telle qu'il fit céder la digue ; un grand nombre de soldats de l'armée de l'évêque, estimés à 1 400, y périrent. Le reste de l'armée fit retraite à Gramsbergen and Laar.

## Galerie

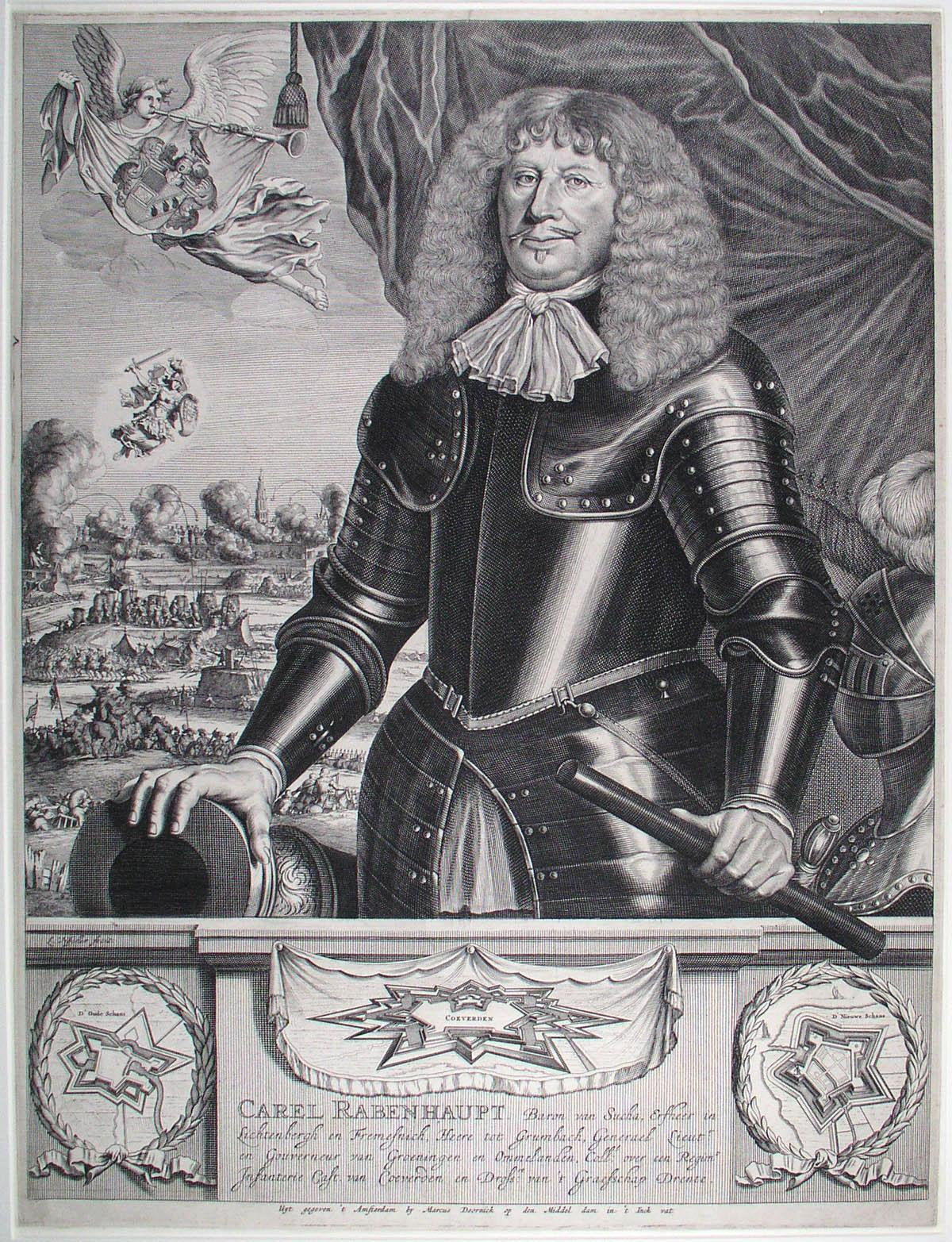
Carl von Rabenhaupt, par Lambert Visscher
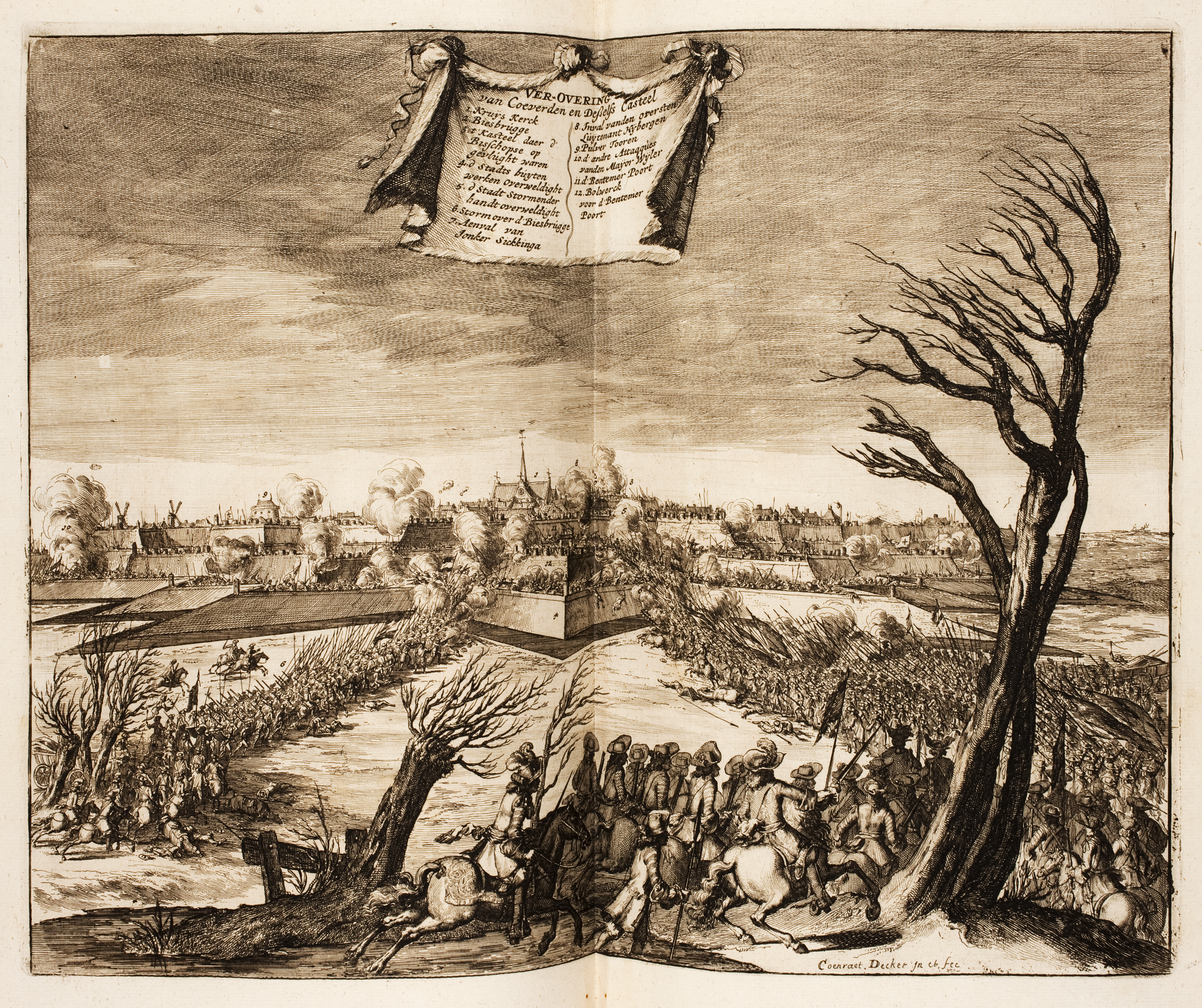
Assaut sur les ponts de jonc de Coevorden occupée, 1672. Les troupes des Provinces-Unies reprennent Coevorden de l'évêque Von Galen de Münster
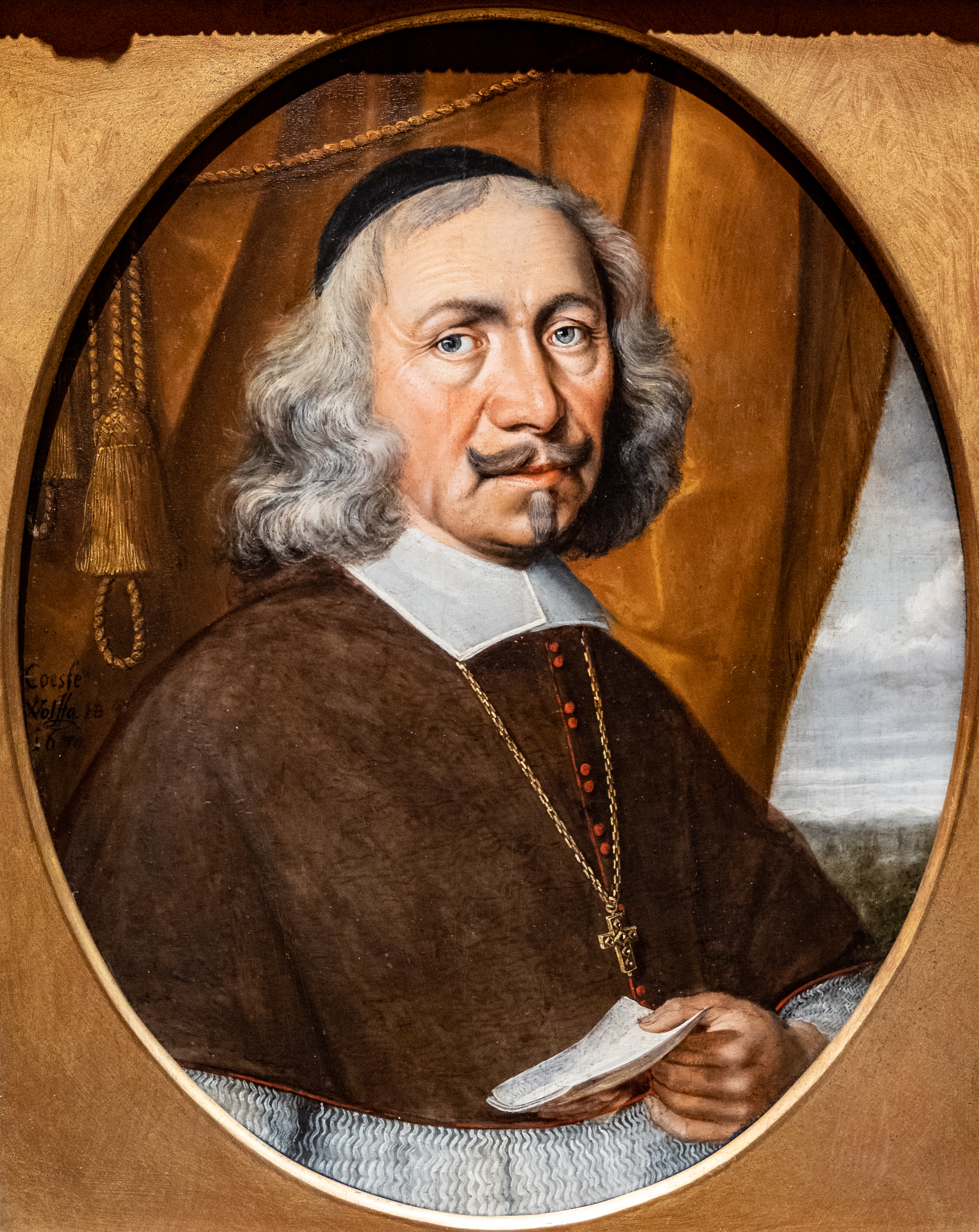
Bernhard von Galen, par Wolfgang Heimbach (1670)